# 분노의 질주: 더 익스트림
《분노의 질주: 더 익스트림》(영어: The Fate of the Furious 8)은 2016년 공개된 미국의 영화이다. F. 게리 그레이 감독, 크리스 모건 작가 작품으로, 《분노의 질주 시리즈》의 8번째 작품이다. 폴 워커의 사후에 공개된 시리즈 최초의 작품이기도 하다.

## 줄거리
마침내 평화로운 일상으로 돌아온 리더 ‘도미닉’(빈 디젤)과 멤버들. 그러던 어느 날, 멤버들은 도미닉이 첨단 해킹 테러 조직의 리더 '사이퍼' (샤를리즈 테론)와 함께 사상 최악의 테러를 계획하고 있음을 알게 된다.
리더의 배신으로 위기에 놓인 멤버들은 한때 그들을 모두 전멸시키려 했던 ‘데카드 쇼’(제이슨 스타뎀)까지 영입해 최악의 적이 되어버린 도미닉과의 피할 수 없는 대결을 앞두게 된다.

## 이번 작품 주인공들
- 빈 디젤 - 도미닉 토레토 역
- 드웨인 존슨 - 루크 홉스 역
- 제이슨 스타뎀 - 데카드 쇼 역
- 미셸 로드리게즈 - 레티 오티즈 역
- 타이리스 깁슨 - 로만 피어스 역
- 루다크리스 - 테즈 파커 역
- 나탈리 엠마뉴엘 - 램지 역
- 커트 러셀 - 미스터 노바디 역
- 스콧 이스트우드 - 꼬마 노바디 역
- 루크 에반스 - 오웬 쇼 역
- 엘사 파타키 - 엘레나 니베스 역
- 헬렌 미렌 - 막달레나 쇼 역
- 테고 칼데론 - 테고 레오 역
- 돈 오마르 - 리고 산토스 역
- 샤를리즈 테론 - 사이퍼 역
- 크리스토퍼 히뷰 - 로즈 역